# Asperula perpusilla
Asperula perpusilla är en måreväxtart som beskrevs av Joseph Dalton Hooker. Asperula perpusilla ingår i släktet färgmåror, och familjen måreväxter. Inga underarter finns listade i Catalogue of Life.